# Patricia Soley-Beltrán
Patrícia Soley-Beltran (Barcelona, 1962) es una escritora, socióloga y exmodelo española. En 2015 obtuvo el premio Anagrama de Ensayo por su obra ¡Divinas! Modelos, Poder y Mentiras.

## Biografía
De 1979 a 1989 trabajó como modelo y actriz. Más tarde, estudió Historia cultural en la Universidad de Aberdeen y tiene un doctorado en Sociología por la Universidad de Edimburgo. Durante la década de 1980, presentó el programa de TV3 Pop Stock. En la temporada 2016-2017 presentó el programa de entrevistas de Betevé Terrícoles. Es autora de libros y artículos académicos, además de los libros de ensayos ¡Divinas! Modelos, poder y mentiras (2015). 

## Carrera
Soley-Beltran convirtió su antiguo trabajo como modelo en objeto de investigación. Después de 20 años de vida académica en Reino Unido, donde obtuvo el doctorado en Sociología por la Universidad de Edimburgo, regresó a España. Ha publicado numerosos artículos académicos y dos libros Transexualidad y la Matriz Heterosexual. Un estudio crítico de Judith Butler (Bellaterra 2009) y Judith Butler en disputa. Lecturas sobre la performatividad (Egales 2012). Como divulgadora, colabora regularmente en diferentes medios de comunicación, además de publicar el ensayo ¡Divinas! Modelos, Poder y Mentiras, por el que ganó el Premio Anagrama de Ensayo 2015.
En 2016 obtuvo el I Premio María Luz Morales de Periodismo con perspectiva de género por el artículo "Política eres tú" publicado en El País especial Mujeres.

## Obras
- 2009 : Transexualidad y la matriz heterosexual: un estudio crítico de Judith Butler.
- 2015 : ¡Divinas! Modelos, Poder y Mentiras, Premio Anagrama de Ensayo 2015.